# Рука (мультфильм)
«Рука» (чеш. Ruka) — чехословацкий кукольный мультипликационный фильм 1965 года, последняя работа режиссёра Иржи Трнки. Сюжет фильма — аллегория жизни деятелей искусства в тоталитарном государстве. После смерти Трнки в 1969 году мультфильм был запрещён в Чехословакии на 20 лет. Несмотря на это, он был известен советским киноведам.

## Сюжет
Гончар Арлекин целыми днями лепит горшки для любимого цветка. Однажды к нему приходит Рука в перчатке и требует, чтобы отныне тот лепил только её изображения. Арлекин отказывается и прогоняет Руку, но та возвращается снова и снова, бесцеремонно вламываясь то в дверь, то в окно. В конце концов она хватает Арлекина, сажает его в клетку и, привязав к рукам верёвки, превращает в марионетку, насильно заставляя высекать из камня своё изображение. Когда скульптура Руки окончена, та хвалит Арлекина и награждает его лавровым венком и медалью. Гончару удаётся освободиться, используя им же созданную скульптуру Руки, и бежать. Вернувшись домой, он в панике заколачивает окна и двери. Затем ему кажется, что Рука прячется в шкафу, он начинает заколачивать шкаф, но погибает от упавшего на голову горшка с цветком. Заколоченные окна и двери не останавливают Руку, она вновь проникает в дом Арлекина и, найдя того мёртвым, устраивает для него торжественные похороны.

## В ролях
- Ладислав Фиалка — Рука[5]

## Художественные особенности
В фильме наряду с куклой «играет» настоящая человеческая рука.

## Награды
Международный фестиваль анимационных фильмов в Анси (1965) — Специальный приз жюри

## Приём и признание
«Рука» трижды попадала в списки лучших мультфильмов всех времён и народов:
- 16 лучших анимационных фильмов мира (Бухарест, 1971) — третье место[7];
- 50 лучших анимационных фильмов всех времён и народов (Лос-Анджелес, 1984) — четвёртое место[7];
- 150 лучших анимационных фильмов всех времён и народов (Токио, 2003) — 22-е место[8].